# Bragança Paulista Airport
Bragança Paulista Airport (engelska: Arthur Siqueira State Airport) är en flygplats i Brasilien.   Den ligger i kommunen Bragança Paulista och delstaten São Paulo, i den sydöstra delen av landet, 800 km söder om huvudstaden Brasília. Bragança Paulista Airport ligger 889 meter över havet.
Terrängen runt Bragança Paulista Airport är varierad.Runt Bragança Paulista Airport är det ganska tätbefolkat, med 179 invånare per kvadratkilometer.. Närmaste större samhälle är Bragança Paulista, 2,9 km norr om Bragança Paulista Airport.
Omgivningarna runt Bragança Paulista Airport är en mosaik av jordbruksmark och naturlig växtlighet.